# Nogomet na Poletnih olimpijskih igrah 2012
Nogomet na Poletnih olimpijskih igrah 2012. Tekmovanja so potekala za moške in ženske reprezentance.

## Prizorišča
| Wembley Stadium        | Old Trafford             |
| Kapaciteta: 90.000     | Kapaciteta: 76.212       |
| Wembley 22 August 2007 | 20 August 2006           |
| Cardiff                | Newcastle                |
| Millennium Stadium     | St James' Park           |
| Kapaciteta: 74.500     | Kapaciteta: 52.387       |
| 5 February 2009        | 21 August 2008           |
| Glasgow                | Coventry                 |
| Hampden Park           | City of Coventry Stadium |
| Kapaciteta: 52.103     | Kapaciteta: 32.500       |
| 18 July 2004           |                          |

## Dobitniki medalj
| Kategorija | Zlato | Srebro | Bron |
| Moški      | MehikaJosé Corona Israel Jiménez Carlos Salcido Hiram Mier Dárvin Chávez Héctor Herrera Javier Cortés Marco Fabián Oribe Peralta Giovani dos Santos Javier Aquino Raúl Jiménez Diego Reyes Jorge Enríquez Néstor Vidrio Miguel Ponce Néstor Araujo José Antonio Rodríguez                        | BrazilijaGabriel Rafael Thiago Silva Juan Jesus Sandro Marcelo Lucas Rômulo Leandro Damião Oscar Neymar Hulk Bruno Uvini Danilo Alex Sandro Ganso Alexandre Pato Neto | Južna KorejaJung Sung-Ryong Oh Jae-Suk Yun Suk-Young Kim Young-Gwon Kim Kee-Hee Ki Sung-Yueng Kim Bo-Kyung Baek Sung-Dong Ji Dong-Won Park Chu-Young Nam Tae-Hee Hwang Seok-Ho Koo Ja-Cheol Kim Chang-Soo Park Jong-Woo Jung Woo-Young Kim Hyun-Sung Lee Beom-Young                                                        |
| Ženske     | ZDAHope Solo · Heather Mitts · Christie Rampone · Becky Sauerbrunn · Kelley O'Hara · Amy LePeilbet · Shannon Boxx · Amy Rodriguez · Heather O'Reilly · Carli Lloyd · Sydney Leroux · Lauren Cheney · Alex Morgan · Abby Wambach · Megan Rapinoe · Rachel Buehler · Tobin Heath · Nicole Barnhart | JaponskaMiho Fukumoto · Jukari Kinga · Azusa Ivašimizu · Saki Kumagai · Aja Samešima · Mizuho Sakaguči · Kozue Ando · Aja Mijama · Nahomi Kavasumi · Homare Sava · Šinobu Ohno · Kjoko Jano · Karina Marujama · Asuna Tanaka · Megumi Takase · Mana Ivabuči · Juki Ogimi · Ajumi Kaihori | KanadaKarina LeBlanc · Chelsea Stewart · Carmelina Moscato · Robyn Gayle · Kaylyn Kyle · Rhian Wilkinson · Diana Matheson · Candace Chapman · Lauren Sesselmann · Desiree Scott · Christine Sinclair · Sophie Schmidt · Melissa Tancredi · Kelly Parker · Jonelle Filigno · Brittany Timko · Erin McLeod · Marie-Eve Nault |

## Medalje po državah
| Poz    | Država       | Zlato | Srebro | Bron | Skupaj |
| 1      | Mehika       | 1     | 0      | 0    | 1      |
| 1      | ZDA          | 1     | 0      | 0    | 1      |
| 3      | Brazilija    | 0     | 1      | 0    | 1      |
| 3      | Japonska     | 0     | 1      | 0    | 1      |
| 5      | Južna Koreja | 0     | 0      | 1    | 1      |
| 5      | Kanada       | 0     | 0      | 1    | 1      |
| Skupaj | Skupaj       | 2     | 2      | 2    | 6      |